# Oligochroides
Oligochroides é um gênero de mariposa pertencente à família Crambidae.